# Dicranomyia (Dicranomyia) pictithorax
Dicranomyia (Dicranomyia) pictithorax is een tweevleugelige uit de familie steltmuggen (Limoniidae). De soort komt voor in het Australaziatisch gebied.